# Berdsk
Berdsk je gradić u Novosibirskoj oblasti u središnjoj Rusiji, u jugozapadnom Sibiru. Nalazi se na 54°45' sjever i 83°08' istok.
Berdsk je grad-satelit Novosibirsku.
Broj stanovnika: 86.300 (2002.)
Osnovan je 1716. godine na rijeci Berdju, koja je desna pritoka rijeke Oba, kao "Berdskij ostrog". Status grada je stekao 1944. godine.
Povoljan zemljopisni položaj omogućio je razvitak sanatorno-lječilišnom poslovanju. Prolazak federalnih trasa pomagao je razvitak trgovine.
Razvijena industrijska zona. Veći subjekti su БЭМЗ (Berdska tvornica elektromehanike), БЗБП (Berdski zavod biopreparata), ОАО «Бердский хлебокомбинат»  Arhivirana inačica izvorne stranice od 8. rujna 2005. (Wayback Machine), ОАО «Бердчанка» (tvornica konfekcije).
Vremenska zona:Moskovsko vrijeme+3

## Vanjske poveznice
- Službene stranice Berdska
- ..:: BERDSK.RU ::..  Arhivirana inačica izvorne stranice od 22. studenoga 2005. (Wayback Machine)
- Berdsk - gradske stranice
- Virtualni Berdsk  Arhivirana inačica izvorne stranice od 22. travnja 2006. (Wayback Machine)
- Berdski biznis-poligon
- [neaktivna poveznica]